# مینا احدی
مینا احدی فعال سیاسی کمونیست ایرانی و عضو سابق حزب کمونیست کارگری ایران است. مینا احدی سخن‌گوی کمیته بین‌المللی علیه اعدام و کمیته بین‌المللی علیه سنگسار است.

## زندگی‌نامه
مینا احدی در شهر ابهر به دنیا آمد. وی پس از انقلاب به عنوان دانشجوی دانشکدهٔ پزشکی تبریز، از دانشگاه اخراج شد. به گفتهٔ او اعدام شوهرش اسماعیل یگانه دوست که فعالی سیاسی بود، در روز سالگرد ازدواج‌شان، از عواملی شد که او بعدها به چهره‌ای در مبارزه با مجازات اعدام تبدیل شود. او پس از اعدام همسرش، به تهران رفت و یک سال بعد، در سال ۱۹۸۲ عازم کردستان شد. پس از ده سال فعالیت سیاسی در آن‌جا، در سال ۱۹۹۰ به کشور اتریش پناهنده شد و شش سال بعد به آلمان آمد و در آلمان زندگی و فعالیت می‌کند. او همچنین از فعالان سابق حزب کمونیست ایران بوده است.